# Chernes rhodinus
Chernes rhodinus är en spindeldjursart som beskrevs av Beier 1966. Chernes rhodinus ingår i släktet Chernes och familjen blindklokrypare. Inga underarter finns listade i Catalogue of Life.